# Çetin Özaçıkgöz
Çetin Özaçıkgöz (* 1943) ist ein türkischer Politiker und Rechtsanwalt. Derzeit ist er Vorsitzender der Doğru Yol Partisi.

## Leben
1964 arbeitete er als Redakteur des Yeni Çığır Magazins in Istanbul und 1968 wurde er Vorsitzender der Jugendorganisation der Adalet Partisi in Bolu. Er zog 1969 nach Ankara. Zwischen 1970 und 1971 war er Leiter des Referats für Öffentlichkeitsarbeit im Wohnungsbauministerium, von 1971 bis 1974 Vorsitzender der Jugendorganisation der Adalet Partisi, von 1975 bis 1977 Berater im Verkehrsministerium für Presse- und Parlamentsangelegenheiten und TÜMSAN-Generaldirektor. Zwischen 1990 und 1999 arbeitete er als Rechtsanwalt in Bolu.
Er veröffentlichte zwei Bücher.